# Delta de la Selenga
Le delta de la Selenga forme l'embouchure de la rivière Selenga dans le lac Baïkal, dans la république de Bouriatie en Russie. Plus grand delta intérieur de la planète et pratiquement le seul grand delta d'eau douce du monde, il revêt d'une importance capitale pour son avifaune riche. Site Ramsar depuis 1994, il est inclus dans le site du patrimoine mondial du lac Baïkal depuis 1996.

## Géographie

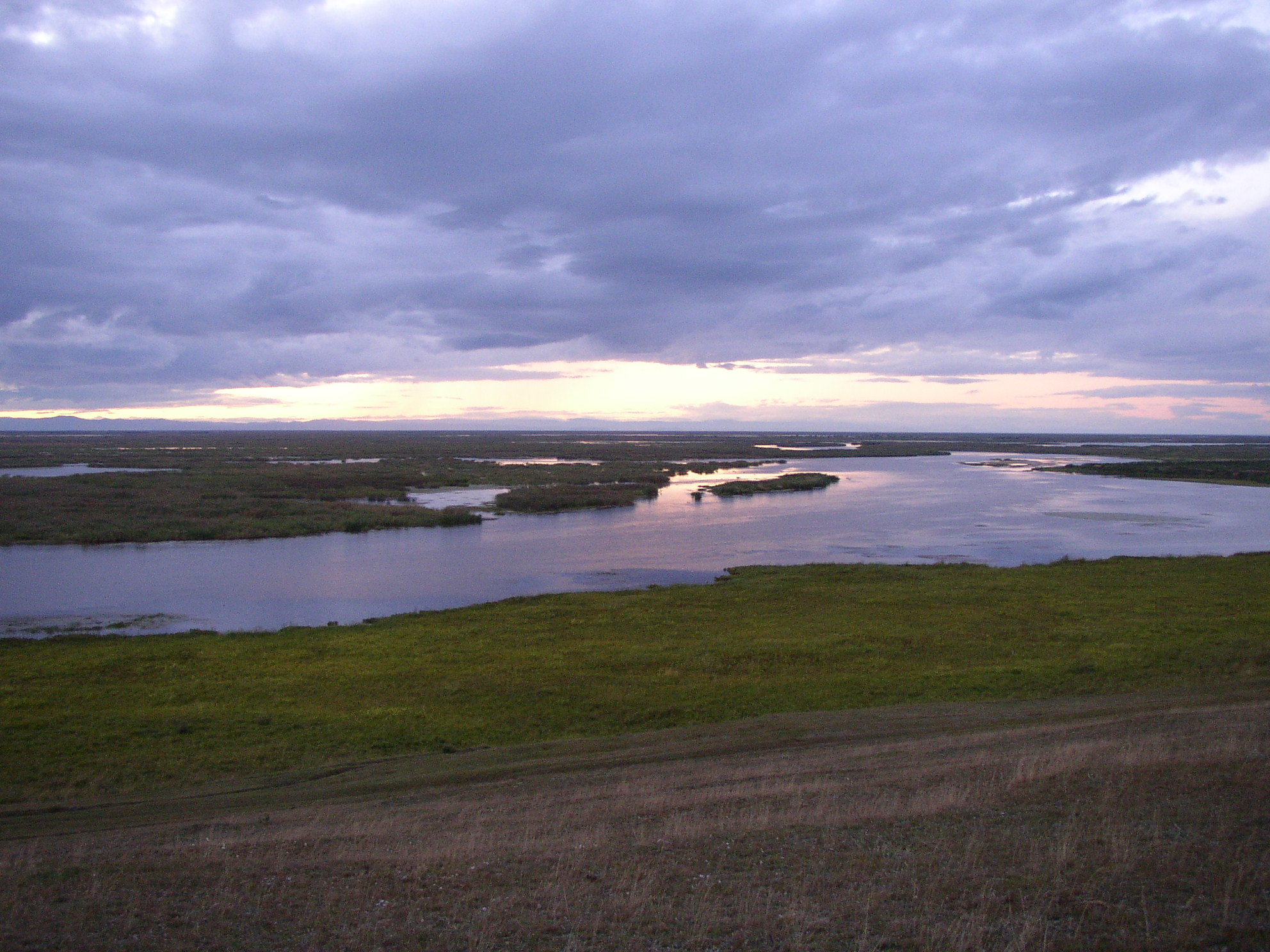
Paysage du delta.

Le delta de la Selenga occupe la dépression d'Oust-Selenga de la zone du rift Baïkal. Administrativement, le delta fait partie du raïon de Kabansk de la république de Bouriatie. En avançant vers le Baïkal, il a formé la baie de Proval au nord-est et la baie de Sor-Tcherkalovo au sud-ouest. Le delta de la Selenga s'étendait à l'origine sur 1 200 km2, toutefois 85 % de sa superficie est occupée par la zone d'eau peu profonde du lac Baïkal, les petits lacs et les marécages. Les prairies et bras morts rarement inondés occupent les 15 % restant de la superficie.
La région du lac est caractérisée par un climat continental, avec une températire moyenne de −19,4 °C en janvier et de +14 °C en juillet. Les précipitations annuelles sont de l'ordre de 315 mm, et des inondationse produisent souvent en été après les fortes pluies.

## Historique
L'âge approximatif du delta de la Selenga est estimé à 500 mille ans, et repose sur des alluvions du Pléistocène. En 1862, le tremblement de terre de Tsagan d'une magnitude de 7,5 points sur l'échelle de Richter s'est produit. Ce tremblement de terre a provoqué l'inondation d'une grande partie de la steppe, qui a chuté de plusieurs mètres par rapport au niveau du lac, et par conséquent, la formation de la baie de Proval.
Après l'obstruction de la rivière Angara par le barrage d'Irkoutsk en 1956, sa superficie a été réduite de plus de moitié : de 1 120 km2 à 520 km2, puis elle s'est partiellement rétablie à 680 km2, notamment en raison de la baisse du niveau du Baïkal au niveau du début du XXIe siècle.

## Faune et flore

### Faune
Le delta de la Selenga est pour une multitude d'espèces d'oiseaux un endroit de migration, avec 251 espèces recensées. Lieu à la plus haute concentration d'oiseaux de toute la Sibérie orientale, 5 à 7 millions d'oiseaux le survole lors de la migration automnale. Parmi les oiseaux se trouvent un grand nombre dans le livre rouge de Russie, avec dans les espèces migratoires l'aigle impérial, le faucon pélerin, le faucon sacre, le Gerfaut, la grue de Sibérie, la cigogne noire, le cygne de Bewick et l'oie cygnoïde. Parmi les espèces nichant se trouve la pygargue à queue blanche. Dans le livre rouge de Bouriatie figure des espèces qui nichent comme le cygne chanteur, le canard à bec tacheté, canard à faucilles, le butor étoilé, le hibou des marais, la marouette de Baillon, la mésange bleue, le râle d'eau et le râle des genêts.
Outre l'avifaune, des espèces du livre rouge de Bouriatie s'y retrouvent comme l'esturgeon de Sibérie, l'ombre arctique, le Strauchbufo raddei, l'Anaxyrus terrestris, le murin d'Ikonnikov, l'oreillard roux, la sérotine bicolore et la sérotine de Nilsson.

### Flore
La végétation aquatique est représentées par des Lemna, des Myriophyllum, des Nymphoides, des Ophioglossum, des Potamogeton et des utriculaires. Des roseaux, scirpus et typha occupent les parties régulièrement inondées du delta, tandis que dans les zones rarement inondées se trouvent des saules et autres arbustes. Malus pallasiana and Nymphaea tetragona sont les deux espèces végétales du sites présentes dans le livre rouge de la Bouriatie.

## Protection environnementale
En 1994, le gouvernement russe a décidé d'inscrire le delta de la Selenga sur la liste des sites naturels uniques. Aujourd'hui, son territoire est inclus dans la zone centrale protégée du lac Baïkal, ainsi que sur la liste du patrimoine mondial de l'UNESCO . La réserve naturelle de Kabansk, fondée en 1973, est située dans le delta (depuis 1985, sous la juridiction de la réserve naturelle du Baïkal),. Toujours en 1994, la partie centrale du delta a été inscrite sur la liste des zones humides d'importance internationale soumises à la Convention de Ramsar.